# オドボギン・バルジニャム
オドボギン・バルジニャム（Odvogin Baljinnyam、 1960年5月11日- ）はモンゴルのオブス県出身の柔道選手。階級は95kg級。身長174cm。

## 人物
1983年の世界選手権86kg級で7位になった。1984年のロサンゼルスオリンピックはモンゴルがボイコットしたために出場できなかったが、その実質的な対抗大会として開催されたフレンドシップ・ゲームズに出場して3位になった。その後階級を95kg級に上げると、1986年のグッドウィル・ゲームズで2位になった。1988年のソウルオリンピックには86kg級で出場するが3回戦で敗れた。1989年の世界選手権95kg級では銀メダルを獲得した。1992年のバルセロナオリンピックでは9位だった。

## 主な戦績
86kg級での戦績
- 1983年 - 世界選手権　7位
- 1984年 - ハンガリー国際　3位
- 1984年 - フレンドシップ・ゲームズ　3位
- 1986年 - ハンガリー国際　優勝

95kg級での戦績
- 1986年 - グッドウィルゲームズ　2位
- 1988年 - チェコ国際　3位
- 1988年 - ルーマニア国際　3位
- 1989年 - 世界選手権　2位
- 1991年 - アジア選手権　3位
- 1992年 - バルセロナオリンピック　9位